# 1999年欧州議会議員選挙 (スペイン)
1999年欧州議会議員選挙は、欧州連合（EU）の議会である欧州議会を構成する欧州議会議員を選出するために1999年6月10日～13日にわたって行われた選挙で、欧州連合加盟15カ国で行われた。欧州連合の一員であるスペインにおいては、6月13日に投票が行われた。本稿ではスペインにおける欧州議会議員選挙の概要について取り上げる。

## 概要
- 欧州議会議員定数（スペイン）：64議席
- 欧州議会議員の任期：5年
- 選挙権：18歳以上のEU市民
- 選挙制度：比例代表制
  - 選挙区：全国1選挙区
  - 投票：有権者は政党名簿に対して投票する（厳正拘束名簿式）。
  - 議席配分：全国集計された得票数に応じ、ドント式で配分される。

## 選挙結果
- 投票日：1999年6月13日
- 登録有権者数：33,840,432名
- 投票者数：21,334,948名
- 投票率：63.05%
  - 有効票数：21,166,264票
  - 無効票：168,684票
  - 白票：357,583票

| 国民党（PP） Partido Popular                                                              | 8,410,993 | 39.74 | 27 |
| スペイン社会労働党－進歩主義者（PSOE-PROG） Partido Socialista Obrero Español-Progresista | 7,477,823 | 35.33 | 24 |
| 統一左翼－カタルーニャ統一左翼（IU-EUiA） Izquierda Unida-Esquerra Unida i Alternativa    | 1,221,566 | 5.77  | 4  |
| 集中と統一（CiU） Convergència i Unió                                                     | 937,687   | 4.43  | 3  |
| ヨーロッパ同盟（CE） Coalición Europea                                                    | 677,094   | 3.20  | 2  |
| 民族主義連合＝諸民族のヨーロッパ（CN+EP） Coalición Nacionalista + Europa de los Pueblos  | 613,968   | 2.90  | 2  |
| ガリシア民族主義ブロック（BNG） Bloque Nacionalista Galego                                | 349,079   | 1.65  | 1  |
| エウスカル・エリアタロク（EH） Euskal Herritarrok                                         | 306,923   | 1.45  | 1  |

- 出所：Minsterio de Interior - Resultados Electorales（スペイン内務省選挙リサーチ）。2010年1月28日閲覧